# Kids' Choice Awards 2001
La 13ª edizione dei Nickelodeon Kids' Choice Awards si è svolta il 21 aprile 2001 presso il complesso Barker Hangar di Santa Monica. L'edizione è stata condotta per la sesta volta di fila da Rosie O'Donnell.
Sul palco della premiazione si sono esibiti i Backstreet Boys con il singolo "More than That", Aaron Carter con "That's How I Beat Shaq", le Destiny's Child con "Survivor" e Bow Wow con "Bounce With Me".

## Candidature
I vincitori sono indicati grassetto.

### Televisione

#### Serie TV preferita
- Malcolm
- Sabrina, vita da strega
- Friends
- Settimo cielo

#### Attore televisivo preferito
- Carson Daly – Total Request Live
- Nick Cannon – All That
- Jamie Foxx  – The Jamie Foxx Show
- Drew Carey  – The Drew Carey Show

#### Attrice televisiva preferita
- Amanda Bynes – The Amanda Show
- Brandy – Moesha
- Melissa Joan Hart – Sabrina, vita da strega
- Sarah Michelle Gellar – Buffy l'ammazzavampiri

#### Serie animata preferita
- I Rugrats
- I Simpson
- Le Superchicche
- Hey, Arnold!

### Cinema

#### Film preferito
- Il Grinch (Dr. Seuss' How the Grinch Stole Christmas), regia di Ron Howard
- La famiglia del professore matto (Nutty Professor II: The Klumps), regia di Peter Segal
- Big Mama (Big Momma's House), regia di Raja Gosnell
- Charlie's Angels, regia di McG

#### Attore cinematografico preferito
- Jim Carrey – Il Grinch
- Tom Cruise – Mission: Impossible 2
- Eddie Murphy – La famiglia del professore matto
- Martin Lawrence – Big Mama

#### Attrice cinematografica preferita
- Drew Barrymore – Charlie's Angels
- Halle Berry – X-Men
- Cameron Diaz – Charlie's Angels
- Janet Jackson – La famiglia del professore matto

#### Voce in un film d'animazione preferita
- Susan Sarandon – Rugrats in Paris: The Movie
- Mel Gibson – Galline in fuga
- Kevin Kline – La strada per El Dorado
- David Spade – Le follie dell'imperatore

### Musica

#### Gruppo musicale preferito
- Destiny's Child
- Backstreet Boys
- Baha Men
- NSYNC

#### Band preferita
- Blink-182
- Creed
- Dixie Chicks
- Red Hot Chili Peppers

#### Cantante maschile preferito
- Bow Wow
- Ricky Martin
- Sisqó
- Will Smith

#### Cantante femminile preferita
- Britney Spears
- Christina Aguilera
- P!nk
- Jennifer Lopez

#### Canzone preferita
- Who Let the Dogs Out? – Baha Men
- Bounce with Me – Bow Wow
- Bye Bye Bye – NSYNC
- Oops!... I Did It Again – Britney Spears

### Sport

#### Atleta maschile preferito
- Tony Hawk
- Shaquille O'Neal
- Kobe Bryant
- Tiger Woods

#### Atleta femminile preferita
- Mia Hamm
- Michelle Kwan
- Serena Williams
- Venus Williams

#### Squadra sportiva preferita
- Los Angeles Lakers
- New York Yankees
- Atlanta Braves
- New York Giants

### Miscellanea

#### Miglior videogioco
- Tony Hawk's Pro Skater 2
- Crash Bash
- Pokémon Oro e Argento
- Frogger 2: Swampy's Revenge

#### Libro preferito
- Harry Potter
- Animorphs
- Bud, Not Buddy
- Chicken Soup for the Soul

#### Celebrità emergente preferita
- Aaron Carter – Aaron's Party (Come Get It)
- Jessica Alba – Dark Angel
- Marion Jones – Giochi della XXVII Olimpiade
- Lucy Liu – Charlie's Angels

### Premi speciali

#### Miglior rutto
- Cameron Diaz

#### Wannabe Award
- Tom Cruise